# 384 v. Chr.
Portal Geschichte | Portal Biografien | Aktuelle Ereignisse | Jahreskalender | Tagesartikel

◄ |
5. Jahrhundert v. Chr. |
4. Jahrhundert v. Chr. |
3. Jahrhundert v. Chr. |
►

◄ | 400er v. Chr. | 390er v. Chr. | 380er v. Chr. | 370er v. Chr. |
360er v. Chr. |
►

◄◄ | ◄ | 387 v. Chr. | 386 v. Chr. | 385 v. Chr. | 384 v. Chr. |
383 v. Chr. |
382 v. Chr. |
381 v. Chr. |
► |
►►

## Ereignisse

### Politik und Weltgeschehen

#### Westliches Mittelmeer
- Servius Cornelius Maluginensis, Marcus Furius Camillus, Gaius Papirius Crassus, Publius Valerius Potitus Poplicola, Servius Sulpicius Rufus und Titus Quinctius Cincinnatus Capitolinus werden römische Konsulartribunen.
- Dionysios I. von Syrakus attackiert überraschend den etruskischen Hafen Pyrgi, unweit von Rom.
- Der ehemalige römische Konsul Marcus Manlius Capitolinus wird schuldig befunden, nach der Königswürde über Rom gestrebt zu haben, und zum Tode verurteilt. Man stürzt ihn vom Tarpejischen Fels.

#### Östliches Mittelmeer
- Griechische Siedler gründen auf der Insel Hvar die Kolonie Pharos (heute Stari Grad, Kroatien).

### Sport
- Bei den Olympischen Spielen wird das Rennen mit einem Vierergespann mit Fohlen über acht Runden eingeführt.

## Geboren

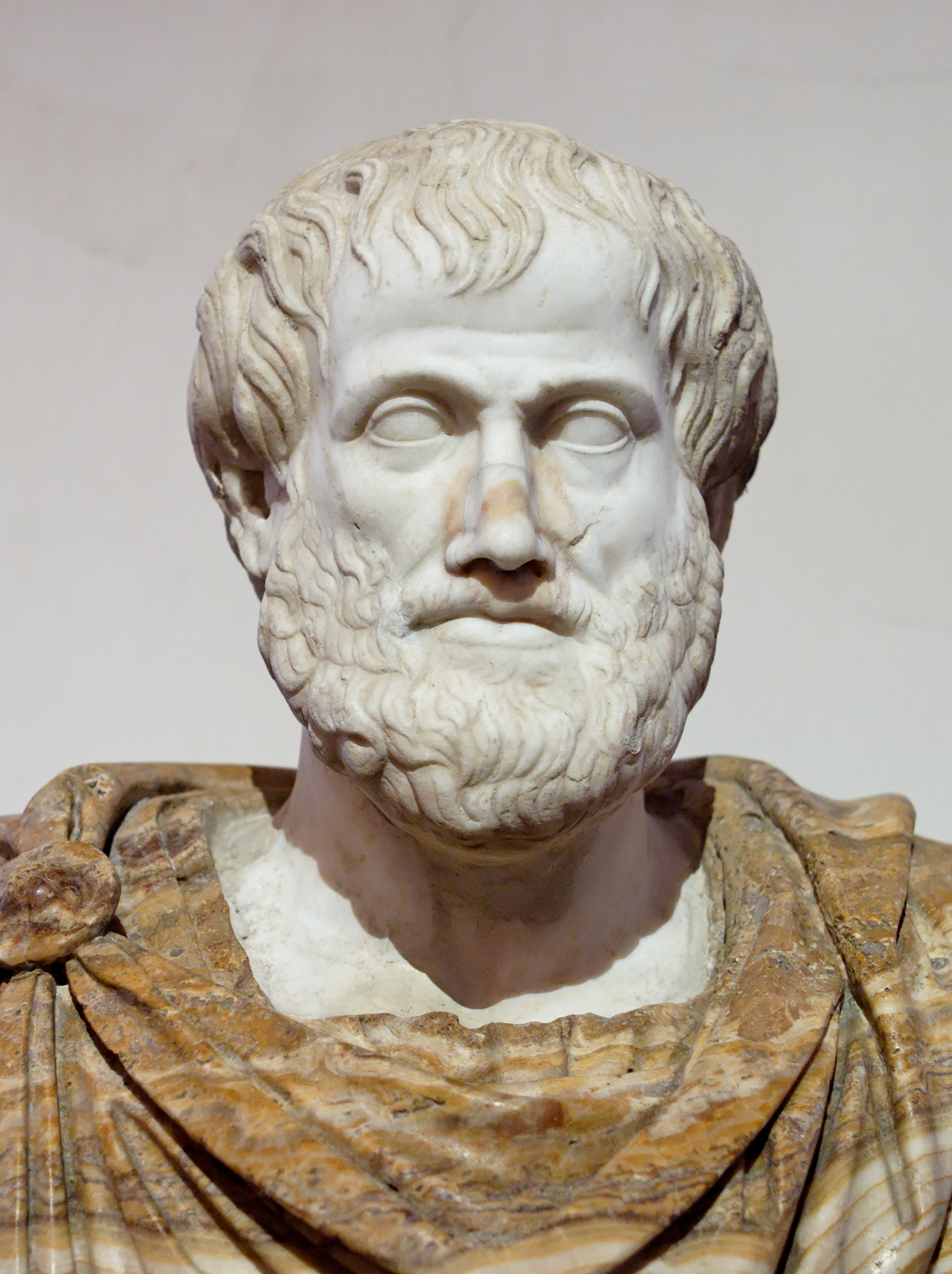
Aristoteles-Büste, römische Kopie nach einer Skulptur des Bildhauers Lysippos

- Aristoteles, griechischer Philosoph († 322 v. Chr.)
- Demosthenes, griechischer Redner († 322 v. Chr.)

## Gestorben
- Marcus Manlius Capitolinus, römischer Staatsmann